# Bambusa tsangii
Bambusa tsangii är en gräsart som beskrevs av Mcclure. Bambusa tsangii ingår i släktet Bambusa och familjen gräs. Inga underarter finns listade i Catalogue of Life.